# Harry Redner
Harry Redner (* 1. Februar 1937 in Tlumacz in Galizien; † 5. September 2021) war ein nach Australien emigrierter Philosoph, der an verschiedenen Universitäten in Australien, den Vereinigten Staaten und in Europa Philosophie lehrte.  

## Leben
Harry Redner wurde am 1. Februar 1937 in Tlumacz bei Stanislawow in Galizien (damals Polen, heute Ukraine) geboren. Gemeinsam mit seiner Mutter überlebte er die Besetzung Galiziens durch die Nazis im Untergrund. 1946 emigrierten sie über Zwischenstationen nach Melbourne in Australien, wo er 1954 die High School abschloss. 
Seine akademische Ausbildung erhielt Harry Redner zwischen 1955 und 1965 vor allem in England und Australien, wo er Musik – insbesondere Komposition bei Felix Werder, Alexander Goehr und Luciano Berio – sowie Philosophie (B.A. und M.A. an der Melbourne University) studierte. Nach einem weiteren postgraduierten Studium an der Oxford University bei Elizabeth Anscombe begann er seine eigene universitäre Berufslaufbahn in den Jahren 1965 bis 1967 am Department of Philosophy der Adelaide University als Research Fellow. 
Von 1967 bis zu seiner Emeritierung 1996 war er in unterschiedlichen akademischen Positionen (Lecturer, Senior Lecturer, Reader, zuletzt als Professorial Fellow) am Department of Politics der Monash University in Melbourne tätig. Zahlreiche Gastprofessuren führten ihn in die Vereinigten Staaten (Yale University, Berkeley, Harvard), nach Israel (Haifa), Frankreich (École des Hautes Études en Sciences Sociales in Paris) und Deutschland (Darmstadt). 2009 nahm er die Franz-Rosenzweig-Gastprofessur an der Universität Kassel wahr. 
In deutscher Sprache erschien bisher sein Buch Wie kann man moralisch leben: Geschichte und Gegenwart ethischer Kulturen (Stuttgart 2006), weitere Übersetzungen werden vorbereitet. 

## Buchpublikationen
- In the Beginning was the Deed: Reflections on the Passage of Faust, Berkeley 1982
- Anatomy of the World (co-authored with Jill Redner), Melbourne 1983
- The Ends of Philosophy: An essay in the Sociology of Philosophy and Rationality, London and New York 1985
- The Ends of Science, an essay in Scientific Authority, Colorado 1987
- An Heretical Heir of the Enlightenment: Science, politics and policy in the work of C.E. Lindblom, edited by Harry Redner, Colorado 1993
- A New Theory of Representation: towards an integrated theory of representation in Science, Politics and Art, Colorado 1994
- Malign Masters: Gentile, Heidegger, Lukács, Wittgenstein, London and New York 1997
- Ethical Life: the past and present of ethical cultures, New Jersey 2001
- Wie kann man moralisch leben: Geschichte und Gegenwart ethischer Kulturen, Stuttgart 2006
- Conserving Cultures: Technology, globalization and the future of local cultures, New Jersey 2004 (German translation is in preparation)
- Aesthetic Life: The past and present of artistic cultures, New Jersey 2007